# Arundinella
Arundinella is een geslacht uit de grassenfamilie (Poaceae). De soorten van dit geslacht komen voor in warme gebieden.

## Soorten
Van het geslacht zijn onder andere de volgende 55 soorten bekend:
- Arundinella barbinodis
- Arundinella bengalensis
- Arundinella berteroniana
- Arundinella blephariphylla
- Arundinella cannanorica
- Arundinella chassanica
- Arundinella ciliata
- Arundinella cochinchinensis
- Arundinella dagana
- Arundinella decempedalis
- Arundinella deppeana
- Arundinella filiformis
- Arundinella flavida
- Arundinella fluviatili
- Arundinella furva
- Arundinella fuscata
- Arundinella grandiflora
- Arundinella grevillensis
- Arundinella hirta
- Arundinella hispida
- Arundinella holcoides
- Arundinella hookeri
- Arundinella intricata
- Arundinella kerrii
- Arundinella khaseana
- Arundinella kokutensis
- Arundinella laxiflora
- Arundinella leptochloa
- Arundinella longispicata
- Arundinella mesophylla
- Arundinella metzii
- Arundinella montana
- Arundinella mukurthiana
- Arundinella muthikulamensis
- Arundinella nepalensis
- Arundinella nervosa
- Arundinella nodosa
- Arundinella parviflora
- Arundinella pradeepiana
- Arundinella pumila
- Arundinella purpurea
- Arundinella rossica
- Arundinella rupestris
- Arundinella setosa
- Arundinella spicata
- Arundinella stenostachya
- Arundinella taiwanica
- Arundinella tengchongensis
- Arundinella thirunelliensis
- Arundinella thwaitesii.
- Arundinella tricholepis
- Arundinella tuberculata
- Arundinella vaginata
- Arundinella villosa
- Arundinella yunnanensis